# جيل شابمان
جيل شابمان (بالإنجليزية: Gil Chapman)‏ هو لاعب كرة قدم أمريكية أمريكي، ولد في 23 أغسطس 1953 في إليزابيث في الولايات المتحدة.

## وصلات خارجية
- جيل شابمان على موقع مرجع كرة القدم المحترفة.كوم (الإنجليزية)